# Тиран-крихітка бразильський
Тиран-крихітка бразильський (Phyllomyias reiseri) — вид горобцеподібних птахів родини тиранових (Tyrannidae). Мешкає в Бразилії і Парагваї. Вид названий на честь австрійсько-словенського орнітолога і ботаніка Отмара Райзера.

## Поширення і екологія
Бразильські тирани-крихітки мешкають в центральній і східній Бразилії (від півдня Піауї до півночі Мінас-Жерайсу, півдня Гоясу і сходу Мату-Гросу-ду-Сул) та на сході центрального Парагваю (Консепсьйон, можливо, також Амамбай). Вони живуть в сухих тропічних і галерейних лісах. Зустрічаються на висоті від 700 до 1000 м над рівнем моря.